# Valle de El Golfo

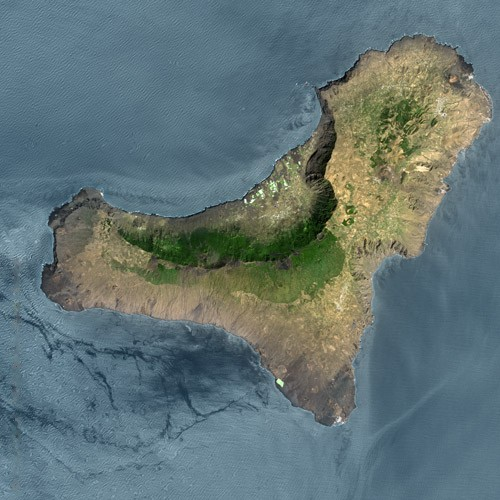
Vista aérea de la isla, donde se puede apreciar el golfo.

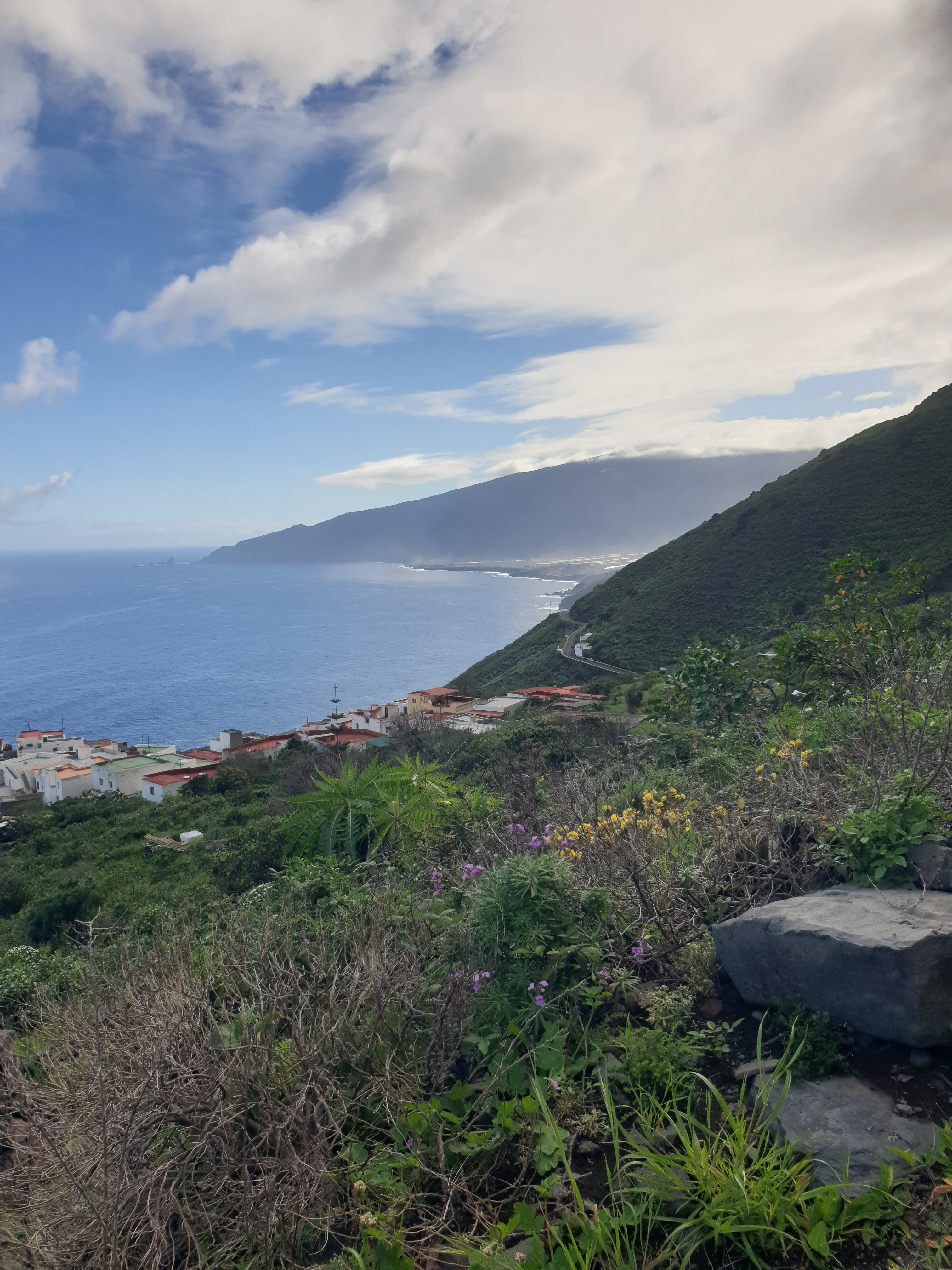
Valle de El Golfo, vista desde Sabinosa.

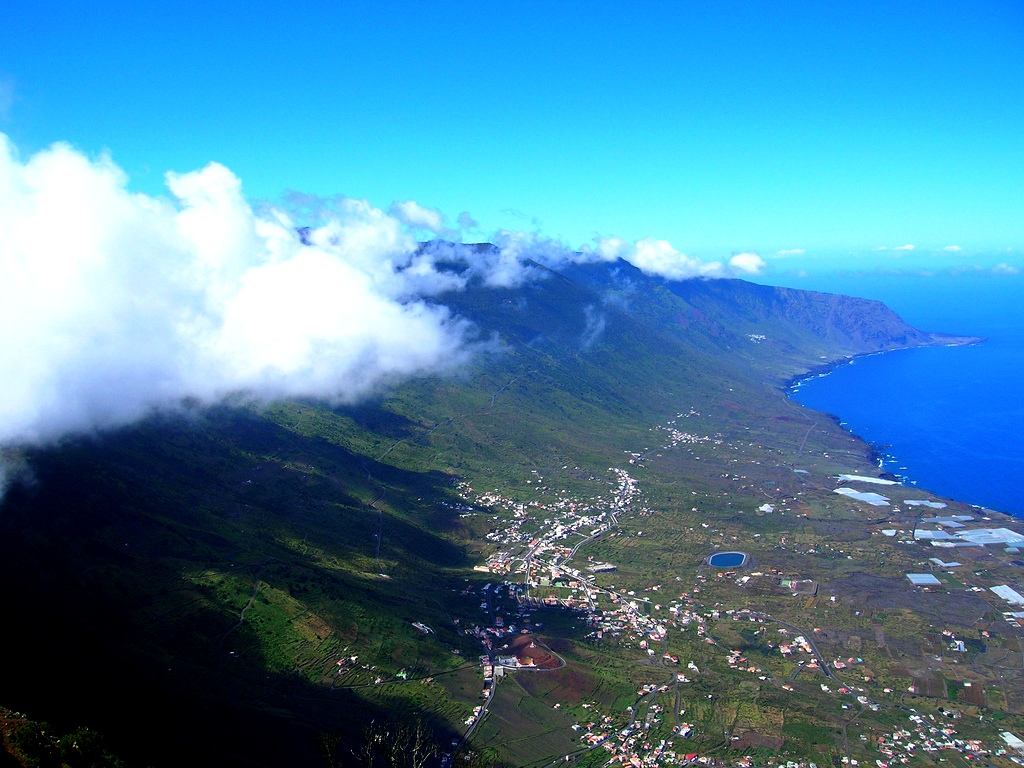
Valle de El Golfo, en el municipio de La Frontera.

El Valle de El Golfo se encuentra en la vertiente septentrional de la isla de El Hierro. Se trata de una amplia depresión semicircular delimitada por fuertes escarpes. Se estima que ha sido originada por la adaptación de los procesos morfogenéticos marinos a las alineaciones estructurales predominantes del Archipiélago; el actual escarpe muestra en su trazo la intervención de dos líneas principales, la NE-SW entre Jinama y el Pico Tábano, la NW-SE entre este último y Malpaso.
El intenso proceso erosivo marino al que se vio sometida la antigua línea de costa se detiene con la instalación de grandes volúmenes de rodas eruptivas en el interior de la depresión, que se expanden en forma de abanico, fosilizando el acantilado y determinando el avance a la costa baja.
Los pueblos de Frontera y Sabinosa, junto los caseríos de los Llanillos, Merese, Toscas, Tigaday y las dos Belgaras, se disponen siguiendo el semicírculo que dibuja el escarpe del Golfo, en torno los 300 metros. Sabinosa, en el sector occidental, debe su nombre a los bosquetes de sabinas que llegan alcanzar la línea de la cumbre.
El Golfo ha tenido un crecimiento de su población por la implantación de una agricultura de exportación ligada a la perforación de pozos en la plataforma costera.